# Ганвест
Ганвест  (справжнє ім'я — Руслан Володимирович Гомінов, нар. 11 листопада 1992 року, м. Актау, Мангистауська область, Казахстан) — казахстанський хіп-хоп і реп-виконавець. Став відомий завдяки таким пісням, як «Дурман» і «Нікотин».

## Біографія
Руслан Гоминов народився 11 листопада 1992 року в місті Актау в Казахстані. Тяга до музики з'явилася ще в малому віці. Спочатку свої пісні він викладав на своїй сторінці в соціальній мережі «ВКонтакте», де просив підписників оцінити його творчість.
Влітку 2018 року його пісня «Дурман» потрапила в першу двадцятку розділу «Популярне» соціальної мережі «ВКонтакте».
Восени-взимку ще одна пісня Ганвеста, «Нікотин», увійшла до топ «ВКонтакте», діставшись до першої десятки
У жовтні Ганвест опинився серед реп-артистів, чиї намічені на жовтень-грудень концерти в Нижньому Новгороді було скасовано "через виявлені в ході прокурорської перевірки порушення, що стосуються захисту дітей від інформації, що завдає шкоди їх здоров'ю та розвитку ".
У березні 2019 року Ганвест випустив спільний трек з Джиганом, — «Голі долоні», що дістався як мінімум до першої двадцятки «ВКонтакте».
30 січня 2020 року у Ганвеста виходить трек «Айя». Протягом усього року у виконавця виходять сольні треки «їй подобається», «Кайфулі», «Порш», «Кайфарік», «FENDI2» і фіти (совместки): «Утону в твоїх очах» з Bonsai, «дитинко любить бороду» з Doni і абсолютно літній-осінній хіт «Ананасовий сироп» і «ВАУ» з Natan'ом, і Фіт з Єгором Шипом «безалкогольне вино». Потім сольний трек "Хам«, спільний коллаб з Instasamk'ой & Moneyken'ом на трек» Гоба«, і два спільних фіта на треки:» Лаліпап «з Maxfit'ом і» дорожче віри" з Subo.

## Дискографія

### Мині альбоми
| Назва                | Деталі                                                                              |
| -------------------- | ----------------------------------------------------------------------------------- |
| «Адьйос»             | - Дата релізу: 20 вересня 2018 - Лейбл: Music Rhymes - Формат: Цифрова завантаження |
| «Заразила»           | - Дата релізу: 28 вересня 2018 - Лейбл: Music Rhymes - Формат: Цифрова завантаження |
| "Дівчинка з картинки | - Дата релізу: 14 червня 2019 - Лейбл: Music Rhymes - Формат: Цифрова завантаження  |
| «Хуліган»            | - Дата релізу: 22 серпня 2019 - Лейбл: Music Rhymes - Формат: Цифрова завантаження  |

### Сингли
| Год  | Название                             | Чарты                  | Чарты                | Чарты                         | Примечания     |
| Год  | Название                             | СНД                    | СНД                  | СНД                           | Примечания     |
| Год  | Название                             | TopHit Top YouTubeHits | TopHit Top RadioHits | TopHit Top Radio &YouTubeHits | Примечания     |
| ---- | ------------------------------------ | ---------------------- | -------------------- | ----------------------------- | -------------- |
| 2018 | «Звездопад»                          |                        |                      |                               | цифровий сингл |
| 2018 | «Танцы в аду»                        |                        |                      |                               | цифровий сингл |
| 2018 | «Дурман»                             |                        |                      |                               | цифровий сингл |
| 2018 | «Никотин»                            | 88                     |                      | 261                           | цифровий сингл |
| 2018 | «Адьёс»                              |                        |                      |                               | цифровий сингл |
| 2018 | «Адьёс» (Radio Remix)                |                        |                      |                               | цифровий сингл |
| 2018 | «Заразила»                           |                        |                      |                               | цифровий сингл |
| 2018 | «Пьяная»                             |                        |                      |                               | цифровий сингл |
| 2018 | «Девочка-ночь»                       |                        |                      |                               | цифровий сингл |
| 2018 | «Завязывай»                          |                        |                      |                               | цифровий сингл |
| 2018 | «Гэнгщит»                            |                        |                      |                               | цифровий сингл |
| 2019 | «Голые ладони» (Джиган & Ганвест)    |                        | 616                  |                               | цифровий сингл |
| 2019 | «Нирвана»                            |                        |                      |                               | цифровий сингл |
| 2019 | «Los 3» (Ганвест и Once & Double M)  |                        |                      |                               | цифровий сингл |
| 2019 | «Нирвана» (Рок-версия)               |                        |                      |                               | цифровий сингл |
| 2019 | «Коктейль» (Ганвест и Джаро & Ханза) |                        |                      |                               | цифровий сингл |
| 2019 | «Хулиган»                            |                        |                      |                               | цифровий сингл |
| 2019 | «Яй»                                 |                        |                      |                               | цифровий сингл |
| 2019 | «Я не дурак»                         |                        |                      |                               | цифровий сингл |
| 2019 | «Чёрные глаза»                       |                        |                      |                               | цифровий сингл |
| 2019 | «Долина»                             |                        |                      |                               | цифровий сингл |
| 2019 | «Нет тебя»                           |                        |                      |                               | цифровий сингл |
| 2019 | «В неадеквате»                       |                        |                      |                               | цифровий сингл |
| 2019 | «Проваливай»                         |                        |                      |                               | цифровий сингл |
| 2019 | «Невеста»                            |                        |                      |                               | цифровий сингл |